# عمود حراري
العمود الحراري  (أو الكومة الحرارية أو حرفياً ترموبيل) جهاز يحول الطاقة الحرارية إلى طاقة كهربائية.

## مبدأ العمل
يعتمد عمل العمود الحراري على الظاهرة الكهروحرارية (الناتجة عن قوة الدفع الكهربائي التي تنشأ بين نقطتي اتصال طرفين معدنيين مختلفين، عندما تكون إحدى هاتين النقطتين ساخنة والآخرة باردة) وفقا لـتأثير سيبك، ويمكن الكشف عن هذه القوة باستخدام جهاز الجلفانومتر الحساس، حيث يتناسب مقدار هذه القوة تناسبا طرديا مع كمية الحرارة التي تصل إلى الجهاز.

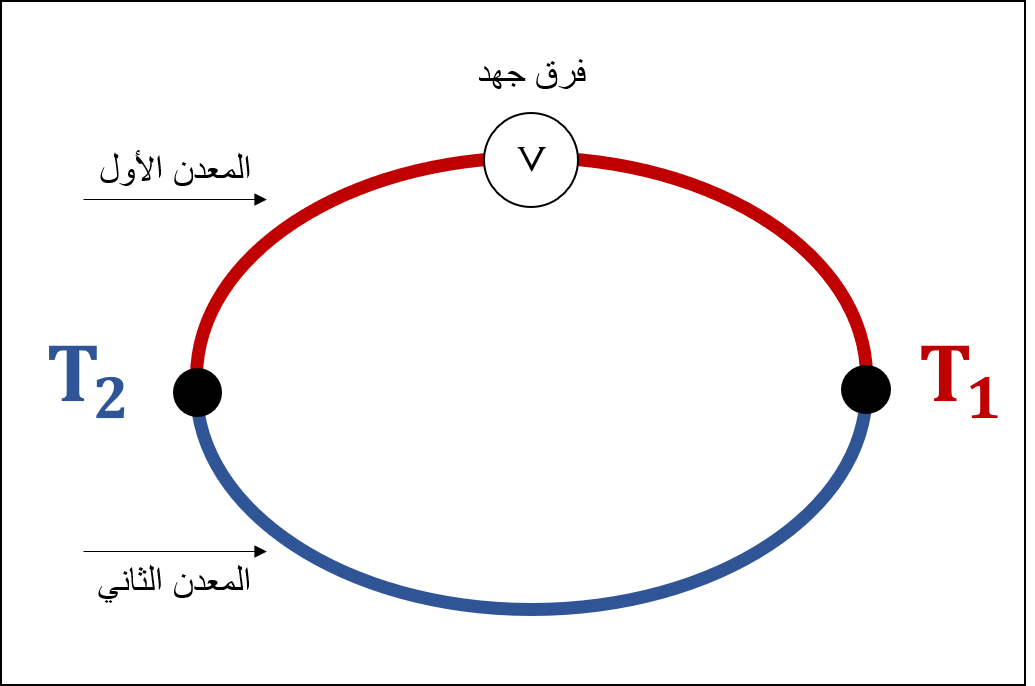
دائرة مكونة من فلزين معرضين لدرجات حرارة متباينة

## التطور التاريخي
في عام 1821م اكتشف توماس يوهان سيبك حقل مغناطيسي عند تعرض دائرة مكونة من فلزين (معدنين) لدرجات حرارة متباينة. وبعد المزيد من الأبحاث اكتشف أن السبب وجود الحقل المغناطيسي مرور تيار كهربائي في الدائرة.
في عام 1835م اخترع الفيزيائي الإيطالي ليوبولدو نوبيلي أول جهاز حراري. وكان الغرض من ذلك قياس الحرارة الاشعاعية وجهاز الازدواج الحرار كان مكون من معادني الأنتيمون والبزموث.
وتوالت التغيرات والإضافات وكان الهدف من الأبحاث إيجاد مصدر طاقة كهربائي بسيط.

## تركيب الجهاز[2]

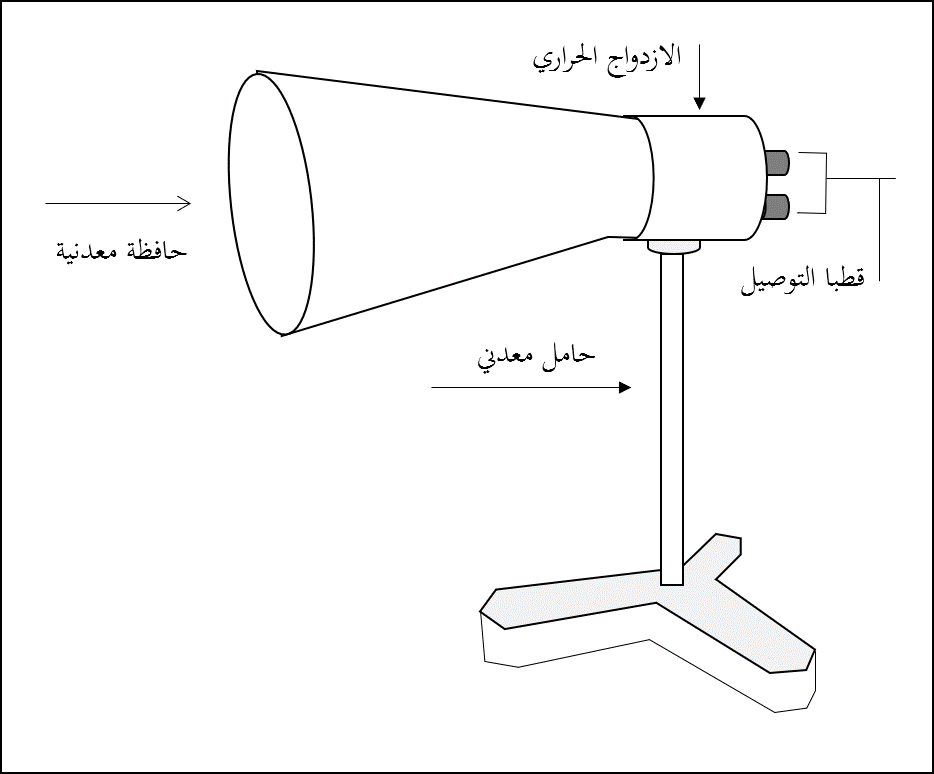
جهاز الكومة الحرارية المستخدم في المعمل

يتركه جهاز الكومة الحرارية من الأجزاء التالية
1- حافظة معدنية: تكون على شكل مخروط ضيق من الخلف ويتسع في الأمام، وظيفته تجميع أكبر قدر ممكن من الحرارة الساقطة عليه
2- الازدواج الحراري: يتكون من أسلاك من النحاس والحديد، متصل ببعضها على التوالي في عدد من النقاط الاتصال، ويحفظ الازدواج الحراري عادة في نهاية الحافظة المعدنية.
3- قطبا التوصيل: يستخدمان لوصل الجهاز بالجلفانوميتر الحساس للكشف عن القوة الدافعة الكهربائية المتكونة
4- حامل معدني: يستخدم لتثبيت الجهاز بشكل المطلوب

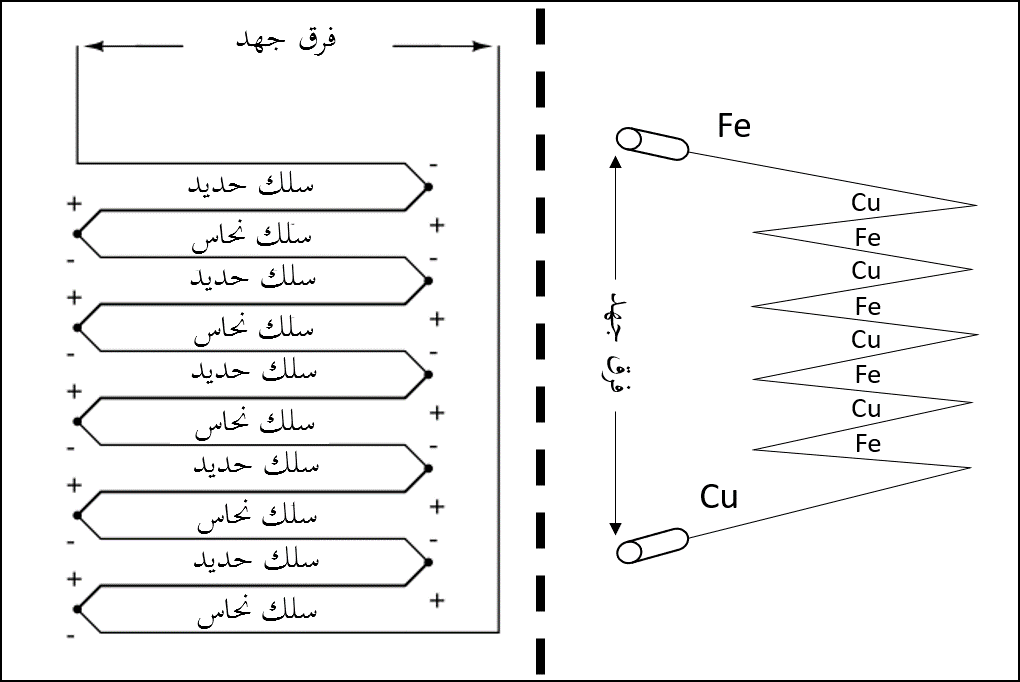
شرح مبسط للازدواج الحراري الموجود في الكومة الحرارية

## استخدامات الكومة الحرارية
تستخدم الكومة الحرارية لقياس الإشعاع الحراري الناتج من مصادر حرارية مختلفة. ومن التجارب التي يمكن تطبيقها على هذا الجهاز: 
1. تحقيق قانون الانعكاس الحراري.
2. تحقيق قانون التربيع العكسي للإشعاع الحراري.
3. مقارنة كمية الإشعاع الحراري الناتج من سطوح مختلفة.

كما يمكن أن يكون مكوّناً لأجهزة كثيرة مثل: مقياس الحرارة بالأشعة تحت الحمراء وأجهزة استشعار التدفق الحراري ومقياس الإشعاع الحراري (بولومتر) Bolometer  كذلك يستخدم في توليد الكهرباء من الرياح الشمسية، والمواد المشعة، وأشعة الليزر.